# Мериј (Дамбовица)
Мериј (рум. Merii) насеље је у Румунији у округу Дамбовица у општини Могошани. Oпштина се налази на надморској висини од 177 m.

## Становништво
Према подацима из 2002. године у насељу је живело 834 становника.

### Попис2002.
| Расподела становништва по националности 2002.‍ | Расподела становништва по националности 2002.‍ | Расподела становништва по националности 2002.‍ | Расподела становништва по националности 2002.‍ | Расподела становништва по националности 2002.‍ |
| --------------------------------------------- | --------------------------------------------- | --------------------------------------------- | --------------------------------------------- | --------------------------------------------- |
|                                               |                                               |                                               |                                               |                                               |
| Румуни                                        | Румуни                                        |                                               | 818                                           | 98,1%                                         |
| Роми                                          | Роми                                          |                                               | 16                                            | 1,9%                                          |